# Królewiec (powiat nowotomyski)
Królewiec – osada leśna w Polsce położona w województwie wielkopolskim, w powiecie nowotomyskim, w gminie Miedzichowo.
Leśniczówka jest otoczona jeziorami: m.in. Wielkim i Proboszczowskim. 